# مانستر کیبل
مانستر کیبل (انگلیسی: Monster Cable) شرکت سخت‌افزار آمریکایی است، که در سال ۱۹۷۸ تأسیس شد.